# 사토 스미레
사토 스미레(일본어: 佐藤 すみれ, 1993년 11월 20일 ~ )는 일본의 아이돌이며, 여성 아이돌 그룹 전 SKE48 팀E의 멤버이다.

## 내력
데뷔 전
- 6살 때에 피노키오 프로모션에 스카우트되어 연예계에 진출해, 이후, 아이돌을 목표로 해 예능 활동을 계속한다.

2006년
- 2006년 7월 ~ 2007년 4월 사이에 개최된 《모닝구무스메 Happy 8기 오디션》에서 파이널리스트로 남아, 층쿠♂에게 노래 부르는 목소리를 절찬받았지만, 결국 낙선했다. 그 후, 《AKB48 제4회 연구생(7기생) 오디션》에 합격해, AKS에 소속한다.

2009년
- 8월 23일에 개최된 《요미우리 신문 창간 135주년 기념 콘서트 AKB104 선발 멤버 내각 조성 축제》의 밤 공연에서, 동년 10월부터 팀B 멤버로 승격하는 것이 발표되었다(정식으로 승격한 것은 2010년 5월 21일).
- 12월 7일, 오오시마 마이, 이타노 토모미, 카사이 토모미, 미야자키 미호에 이어, 호리프로에 이적.

2010년
- 4월 7일에 2nd 베스트 앨범 《최고의 곡들》이 발매된 당시, 싱글곡의 선발 멤버로는 한 번도 선택되지 않았지만, 《최고의 곡들》의 통상반에 수록된 〈자신다움〉에서는, 오노 에레나, 와타나베 마유와 3명이서 유닛을 짰다.
- 5월부터 6월에 걸쳐 실시된 《AKB48 17th 싱글 선발 총선거 〈어머니에게 맹세코, 진심입니다〉》에서는 31위가 되어, 언더 걸즈에 들어갔다.
- 7월, 미야자키 미호, 니토 모에노, 이시다 하루카와 함께 유닛 〈낫토 엔젤 Z〉를 결성.
- 9월 21일에 개최된 《AKB48 19th 싱글 선발 가위바위보 대회》에서는 6위가 되어, 자신 첫 미디어 선발이 되었다.

2011년
- 5월부터 6월에 걸쳐 실시된 《AKB48 22nd 싱글 선발 총선거 〈올해도 진심입니다〉》에서는 34위가 되어, 2년 연속 언더 걸즈에 들어갔다[1].
- 9월 20일에 개최된 《AKB48 24th 싱글 선발 가위바위보 대회》에서는 8위가 되어, 선발이 되었다[2].
- 12월 13일에 개최된 텔레비전 애니메이션 《AKB0048》 성우 공개 오디션에 합격해, 성우 선발이 되었다.

2012년
- 2월 14일, 로리타 브랜드인 Angelic Pretty의 이미지 모델이 된 것을 자신의 Twitter에서 공표했다.
- 3월 24일 개봉된 영화 《울트라맨 사가》에 리사 역으로 출연. 또, 동작이 스크린 데뷔작이 된다.
- 4월 26일, 《AKB0048》 성우 선발 멤버 9명에 의한 신 유닛 〈NO NAME〉의 결성이 발표된다. 동작의 주제가 〈희망에 대해〉와 〈꿈은 몇 번이고 다시 태어난다〉를 부른다[3].
- 5월부터 6월에 걸쳐 실시된 《AKB48 27th 싱글 선발 총선거》에서는 61위로, 퓨처 걸즈에 들어갔다.[4].
- 7월 20일부터 8월 1일까지 도쿄 국제 포럼에서 공연이 개최된 뮤지컬 《피터 팬》 웬디 역을 니토 모에노와 더블 캐스트로 연기했다[5].
- 8월 24일, 《AKB48 in TOKYO DOME ~1830m의 꿈~》 첫 날 공연에서, 팀A로 이동하는 것이 발표된다[6][7].
- 11월 1일, 팀A로 이동.
- 11월 2일, 팀A 웨이팅 공연의 스타팅 멤버로서 신 팀에서의 활동을 개시한다[8].

2013년
- 5월부터 6월에 걸쳐 실시된 《AKB48 32nd 싱글 선발 총선거》에서는 52위로, 퓨쳐 걸즈에 선출되었다[9].
- 9월 1일, 패션 브랜드 VANQUISH의 〈VANQUISH VENUS Vol.8〉에 기용되었다.

2014년
- 2월 24일, Zepp DiverCity에서 개최된 《AKB48 그룹 대조각 축제》에서, SKE48 팀E로 이적하는 것이 발표되었다[10].
- 4월 4일, 사이타마 수퍼 아레나에서 개최된 《AKB48 그룹 봄 콘서트 in 사이타마 수퍼 아레나~추억은 전부 여기에 버리고 가!~》 SKE48 단독 콘서트에, SKE48의 멤버로서 첫 출연했다.
- 4월 24일, AKB48로의 활동을 종료. 25일부터 SKE48로의 활동을 개시.
- 5월 2일, 대조각 후의 신 체제로의 〈손을 잡으면서〉 공연 첫날로, SKE48 극장 공연에 첫 출연.

2015년
- 5월부터 6월에 걸쳐 실시된 《AKB48 41st 싱글 선발 총선거》에서는 49위로, 퓨처 걸즈에 선출되었다.

2017년
- 11월 6일, SKE48 팀E 공연에서 SKE48를 졸업과 동시에 연예계 은퇴를 발표.
- 12월 31일, SKE48 팀E 졸업.

## 인물
- 애칭은, 주로 《스 짱(すーちゃん)》.
- 공식 사이트상의 신장 표기는 161cm였지만, 성장 과정이며, 22nd 싱글 선발 총선거의 정견 방송에서는 166cm라고 말했다.
- 요크셔 테리어와 몰티즈의 믹스견을 기르고 있다[11].
- 2012년 3월 트라이식 고등 학원 졸업.
- 가족 구성은, 부모님과 9살 아래인 여동생[12]. 부친은 미용사[13].
- 소설을 좋아한다. 특히 오츠이치, 야마다 유스케의 단행본은 독파했다[14].
- 중학교 재학 시에 일본 한자 능력 검정 3급을 취득[15].
- 일본 밴드·GARNET CROW의 대 팬이다.
- 로리타 패션을 좋아한다.
- 자신의 〈사토〉라고 하는 성 씨는 싫지 않지만, 〈사토 상〉이라고 불리는 것은 별로 좋아하지 않는다.

### AKB48 관련
- AKB48로서의 첫 무대는, 《AKB48 리퀘스트 아워 세트 리스트 베스트 100 2009》(SHIBUYA-AX)에서의 백 댄서.
- 사이가 좋은 멤버와는 콤비를 짜고 있어, 이시다 하루카와는 〈스컁(すーきゃん)〉, 키쿠치 아야카와는 〈스아야(すーあや)〉, 마츠이 쥬리나(SKE48)와는 〈스쥬리(すーじゅり)〉라 부른다.
- 동경의 멤버는, 카시와기 유키, 시노다 마리코. 오시멘은 아키모토 사야카.
- 자신이 출연한 프로그램은, 귀가 후 바로 체크한다.

## SKE48에서의 참가곡

### 싱글 CD 선발곡
SKE48 명의
- 不器用太陽 / 서투른 태양
  - Coming soon - 보트피어 선발 명의
  - バナナ革命 / 바나나 혁명 - 팀E 명의
- 12月のカンガルー / 12월의 캥거루
  - 青春カレーライス / 청춘 카레라이스 - 팀E 명의
  - 愛のルール / 사랑의 룰 - 포카드 명의
- コケティッシュ渋滞中 / 코케티시 정체 중
  - 音を消したテレビ / 소리를 끈 텔레비전 - 팀E 명의
  - 夜の教科書 / 밤의 교과서 - 셀렉션 17 “AKB49~연애 금지 조례~” 명의
- 前のめり / 앞으로 기우뚱

AKB48 명의
- 〈希望的リフレイン 희망적 리프레인〉에 수록
  - Ambulance - 백합조 명의
- 〈Green Flash〉에 수록
  - 世界が泣いてるなら / 세계가 울고 있다면 - SKE48 명의
- 〈ハロウィン・ナイト 할로윈 나이트〉에 수록
  - 君にウェディングドレスを… / 너에게 웨딩드레스를… - 퓨처 걸즈 명의

### 앨범 CD 선발곡
AKB48 명의
- 《ここがロドスだ、ここで跳べ! 여기가 로도스다, 여기서 뛰어라!》에 수록
  - 生き続ける / 계속 살아간다

### 극장 공연 유닛곡
팀E 4th Stage 〈손을 잡으면서〉 공연
- チョコの行方 / 초코의 행방

## AKB48에서의 참가곡

### 싱글 CD 선발곡
- 〈RIVER〉에 수록
  - 君のことが好きだから / 네가 좋으니까 - 언더 걸즈 명의
- 〈ポニーテールとシュシュ 포니테일과 슈슈〉에 수록
  - 盗まれた唇 / 도둑맞은 입술 - 언더 걸즈 명의
- 〈ヘビーローテーション 헤비 로테이션〉에 수록
  - 涙のシーソーゲーム / 눈물의 시소 게임 - 언더 걸즈 명의
  - 野菜シスターズ / 야채 시스터즈 - 야채 시스터즈 명의
- 〈Beginner〉에 수록
  - 僕だけのvalue / 나만의 value - 언더 걸즈 명의
- チャンスの順番 / 찬스의 차례
  - ラブ・ジャンプ / 러브 점프 - 팀B 명의
- 〈桜の木になろう 벚나무가 되자〉에 수록
  - 偶然の十字路 / 우연의 십자로 - 언더 걸즈 명의
- Everyday、カチューシャ / Everyday, 카츄샤
  - ヤンキーソウル / 양키 소울
- 〈フライングゲット 플라잉 겟〉에 수록
  - 抱きしめちゃいけない / 껴안아서는 안 돼 - 언더 걸즈 명의
  - 青春と気づかないまま / 청춘이란 걸 깨닫지 못한 채
  - 野菜占い / 야채 점 - 야채 시스터즈 2011 명의
- 〈風は吹いている 바람은 불고 있다〉에 수록
  - 君の背中 / 너의 등 - 언더 걸즈 명의
- 上からマリコ / 위에서부터 마리코
  - ノエルの夜 / 노엘의 밤
  - 呼び捨てファンタジー / 요비스테 판타지 - 팀B 명의
- 〈GIVE ME FIVE!〉에 수록
  - NEW SHIP - 스페셜 걸즈A 명의
- 〈真夏のSounds good ! 한여름의 Sounds good !〉에 수록
  - 3つの涙 / 3개의 눈물 - 언더 걸즈 명의
- 〈ギンガムチェック 깅엄 체크〉에 수록
  - Show fight! - 퓨처 걸즈 명의
- 〈UZA〉에 수록
  - 孤独な星空 / 고독한 별하늘 - 팀A 명의
- 〈永遠プレッシャー 영원 프레셔〉에 수록
  - 私たちのReason / 우리들의 Reason
- 〈So long !〉에 수록
  - Ruby - 시노다 팀A 명의
- 〈さよならクロール 안녕 크롤〉에 수록
  - イキルコト / 살아가는 것 - 팀A 명의
- 〈恋するフォーチュンクッキー 사랑하는 포춘 쿠키〉에 수록
  - 推定マーマレード / 추정 마멀레이드 - 퓨쳐 걸즈 명의
- 〈ハート・エレキ 하트 일렉트릭 기타〉에 수록
  - 快速と動体視力 / 쾌속과 동체 시력 - 언더 걸즈 명의
  - キスまでカウントダウン / 키스까지 카운트다운 - 팀A 명의
- 〈前しか向かねえ 앞 밖에 보지 않아〉에 수록
  - 君の嘘を知っていた / 네 거짓말을 알고 있었어 - Beauty Giraffes 명의

### 앨범 CD 선발곡
- 《神曲たち 최고의 곡들》에 수록
  - Baby! Baby! Baby! Baby!
  - 自分らしさ / 자신다움
  - 君と虹と太陽と / 너와 무지개와 태양과
- 《ここにいたこと 여기에 있던 것》에 수록
  - 恋愛サーカス / 연애 서커스 - 팀B 명의
  - わがままコレクション / 제멋대로 컬렉션
  - ここにいたこと / 여기에 있던 것
- 《1830m》에 수록
  - 恋愛総選挙 / 연애총선거 - YM7 명의
  - ノーカン / 노 칸(노 카운트) - 팀B 명의
  - ぐ〜ぐ〜おなか / 꼬~르륵~ 배
  - 青空よ 寂しくないか? / 푸른 하늘이여 외롭지 않은가?

### 극장 공연 유닛곡
팀B 4th Stage 〈아이돌의 새벽〉 공연
- 片思いの対角線 / 짝사랑의 대각선
※백댄서 혹은 요네자와 루미의 언더

 연구생 〈아이돌의 새벽〉 공연
- 片思いの対角線 / 짝사랑의 대각선

 팀A 5th Stage 〈연애 금지 조례〉 공연
- スコールの間に / 스콜의 사이에 (백 댄서)
- 真夏のクリスマスローズ / 한여름의 크리스마스 로즈 (백 댄서)
- ハート型ウイルス / 하트형 바이러스 ※
※오오시마 마이 극장 공연 졸업 후부터 오오시마 포지션으로 고정 출연 (2009년 4월 2일 ~ 2010년 5월 27일)

 팀K 5th Stage 〈거꾸로 오르기〉 공연
- 抱きしめられたら / 감싸안길 수 있다면
※아키모토 사야카, 우메다 아야카, 사토 나츠키 부재 시의 유닛 언더·아키모토의 전원 곡 언더

 THEATRE G-ROSSO 〈꿈을 죽게 할 수는 없어〉 공연
- 初めてのジェリービーンズ / 첫 젤리 빈즈
※사토 나츠키·카타야마 하루카의 스탠바이

 팀B 5th Stage 〈시어터의 여신〉 공연
- 初恋よ こんにちは / 첫사랑이여 안녕
- キャンディー / 캔디 ※
※마스다 유카의 유닛 언더

## 출연

### 드라마
- 마지스카 학원 최종화 (2010년 3월 26일, TV 도쿄) - 야바쿠네 여자상고 학생 역
- 마지스카 학원 제2화 ~ 최종화 (2011년 4월 22일 ~ 7월 1일, TV 도쿄) - 3색
- 형사 요시나가 세이치·눈물의 사건부 제3화 (2013년 10월 25일, TV 도쿄) - 마사미치 사야카 역

### 애니메이션
※굵은 글씨는 주역·헤로인
- AKB0048 (2012년 4월 29일 ~ ) - 키시다 미모리 역
- AKB0048 next stage (2013년 1월 ~ ) - 키시다 미모리/8대째 시노다 마리코 역

### 영화
- 울트라맨 사가 (2012년 3월 24일, 쇼치쿠) - 리사(오자키 리사) 역

## 서적

### 캘린더
- 사토 스미레 2012년 캘린더 (2011년 11월 19일, 하고로모)
- 탁상 사토 스미레 2013년 캘린더 (2012년 12월 7일, 하고로모)
- 탁상 사토 스미레 2014년 캘린더 (2013년 12월 6일, 하고로모)